# ألوسنو
بلدية ألوسنو (بالإسبانية: Alosno) هي بلدية تقع في مقاطعة ولبة التابعة لمنطقة أندلوسيا جنوب إسبانيا.

## الديموغرافيا
بلغ عدد سكان بلدية ألوسنو 4.285 نسمة عام 2011 (وفقاً للمعهد الوطني الإسباني للإحصاء).
| 5.054 | 4.843 | 4.670 | 4.514 | 4.409 | 4.381 | 4.285 |